# Wang Burapha Phirom (phó quận)
Wang Burapha Phirom là một khwaeng (phó quận) của quận Phra Nakhon tại Băng Cốc, Thái Lan. Vào năm 2017 nó có tổng dân số là 11.427 người.

## Miêu tả
Nó được đặt tên theo Wang Burapha Phirom, một cung điện cũ của Hoàng tử Bhanurangsi Savangwongse. Cung điện đã bị phá bỏ vào thập niên 1950 để xây dựng một quận thương mại và ba rạp chiếu phim có tên là "Wang Burapha". Khu vực này được xem là trung tâm của thanh thiếu niên hoặc giới trẻ so sánh với Siam Square ngày nay.
Trong suốt thời kỳ Vua Rama V trị vì, nó được đặt tên là "Tambon Pak Khlong Talat" cùng tên với Pak Khlong Talat, một chợ địa phương lớn nằm cạnh sông Chao Phraya và Khlong Lot.

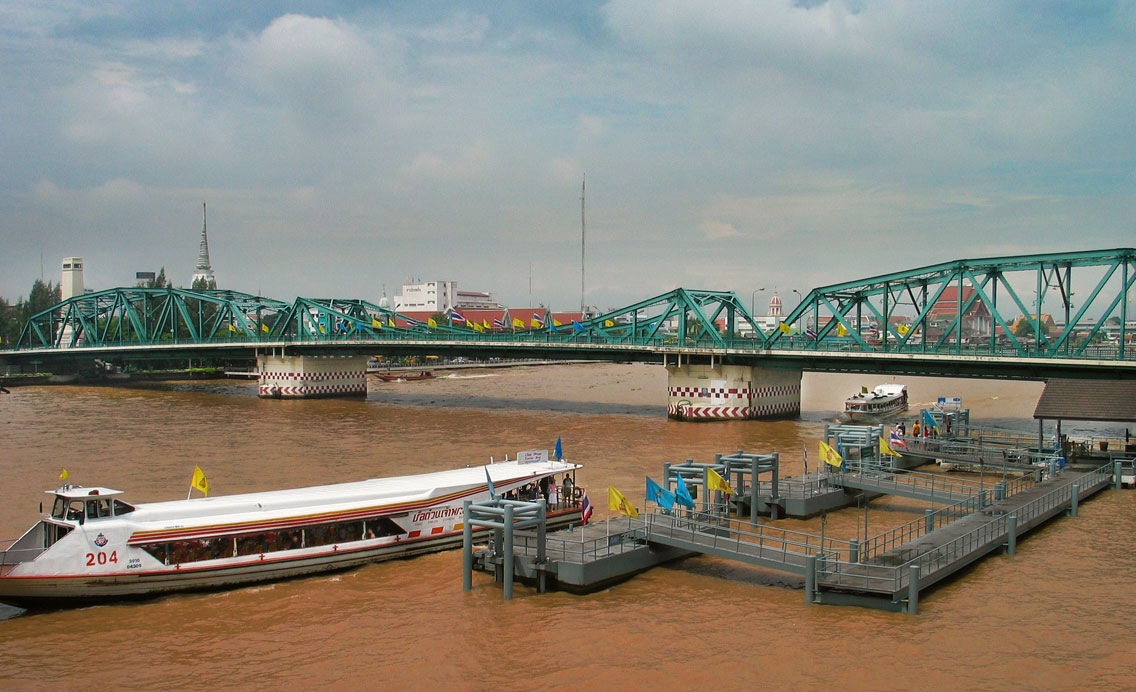
Cầu Tưởng niệm và Bến tàu Tưởng niệm (N6) đóng vai trò là điểm dừng cho Tàu tốc hành Chao Phraya.

Hiện nay, địa điểm này trở thành Mega Plaza Saphan Lek, một cửa hàng bách hóa trung tâm mới của nhiều loại đồ chơi nằm cạnh Saphan Lek và Khlong Thom được phân vùng lại bởi Chính quyền Đô thị Bangkok (BMA) vào năm 2015.